# 愛愛ファイヤー!!/私達(with friend)
「愛愛ファイヤー!!/私達(with friend)」（あいあいファイヤー!!/わたしたち(ウィズ・フレンド)）は、2018年11月6日にT-Palette Recordsから発売、および配信された日本の女性アイドルグループ・アップアップガールズ（仮）の通算24枚目のCDシングルである。

## 概要
2曲目『私達(with friend)』は、同年6月19日に発売されたアルバム『5thアルバム（仮）』に収録されている楽曲『私達』のリアレンジ・バージョン。

## 収録曲
1. 愛愛ファイヤー!!
作詞：NOBE、作曲：michitomo、編曲：KOJI oba
2. 私達(with friend)
作詞：上中丈弥、作曲：久保裕行、編曲：michitomo、バンド演奏：THEイナズマ戦隊
3. 愛愛ファイヤー!!（Instrumental）
4. 私達(with friend)（Instrumental）

## リリース日一覧
| 地域 | リリース日    | レーベル          | 規格                   | カタログ番号 |
| ---- | ------------- | ----------------- | ---------------------- | ------------ |
| 日本 | 2018年11月6日 | T-Palette Records | マキシシングル         | TPRC-0217    |
| 日本 | 2018年11月6日 | T-Palette Records | デジタル・ダウンロード | -            |